# Ginnastica ai Giochi della XXV Olimpiade
Le gare di ginnastica artistica e ginnastica ritmica dei Giochi della XXV Olimpiade si svolsero nel Palau Sant Jordi dal 2 al 7 agosto, per la ginnastica artistica, e nel Palau dels Esports de Barcelona dal 6 all'8 agosto, per la ginnatica ritmica.

## Podi

### Gare maschili
| Evento                           | Oro | Punti   | Argento                                                             | Punti         | Bronzo | Punti         |
| Ginnastica artistica             | |         |                                                                     |               | |               |
| Concorso a squadre (dettagli)    | Squadra Unificata Valerij Belen'kij Ihor Korobčyns'kyj Grigorij Misjutin Vital' Ščėrba Rustam Šaripov Alexej Voropaev | 585,450 | Cina Guo Linyao Li Chunyang Li Dashuang Li Ge Li Jing Li Xiaoshuang | 580,375       | Giappone Yutaka Aihara Takashi Chinen Yoshiaki Hatakeda Yukio Iketani Masayuki Matsunaga Daisuke Nishikawa | 578,250       |
| Concorso individuale (dettagli)  | Vital' Ščėrba | 59,025  | Grigorij Misjutin                                                   | 58,925        | Valerij Belen'ki                                                                                           | 58,000        |
| Corpo libero (dettagli)          | Li Xiaoshuang | 9,925   | Yukio Iketani Grigorij Misjutin                                     | 9,787         | Non assegnato                                                                                              | Non assegnato |
| Volteggio (dettagli)             | Vital' Ščėrba | 9,856   | Grigorij Misjutin                                                   | 9,781         | Yoo Ok Ryul                                                                                                | 9,762         |
| Cavallo con maniglie (dettagli)  | Nikolai Andrianov Pae Gil-Su                                                                                          | 9,925   | Non assegnato                                                       | Non assegnato | Andreas Wecker                                                                                             | 9,887         |
| Anelli (dettagli)                | Vital' Ščėrba | 9,937   | Li Jing                                                             | 9,875         | Andreas Wecker Li Xiaoshuang                                                                               | 9,862         |
| Parallele simmetriche (dettagli) | Vital' Ščėrba | 9,900   | Li Jing                                                             | 9,812         | Igor' Korobčinskij Guo Linyao Masayuki Matsunaga                                                           | 9,800         |
| Sbarra (dettagli)                | Trent Dimas | 9,875   | Andreas Wecker Grigorij Misjutin                                    | 9,837         | Non assegnato                                                                                              | Non assegnato |

### Gare femminili
| Evento                            | Oro | Punti   | Argento                                                                                           | Punti         | Bronzo                                                                                     | Punti         |
| Ginnastica artistica              | |         |                                                                                                   |               |                                                                                            |               |
| Concorso a squadre (dettagli)     | Squadra Unificata S'vjatlana Bahinskaja Oksana Chusovitina Rozalija Galieva Elena Grudneva Tat'jana Gucu Tetjana Lisenko | 396,666 | Romania Cristina Bontaș Gina Gogean Vanda Hădărean Lavinia Miloșovici Maria Neculiţă Mirela Pașca | 395,079       | Stati Uniti Wendy Bruce Dominique Dawes Shannon Miller Betty Okino Kerri Strug Kim Zmeskal | 394,704       |
| Concorso individuale (dettagli)   | Tat'jana Gucu | 39,737  | Shannon Miller                                                                                    | 39,725        | Lavinia Miloșovici                                                                         | 39,687        |
| Corpo libero (dettagli)           | Lavinia Miloșovici | 10,000  | Henrietta Ónodi                                                                                   | 9,950         | Shannon Miller Cristina Bontaș Tat'jana Gucu                                               | 9,912         |
| Volteggio (dettagli)              | Henrietta Ónodi Lavinia Miloșovici                                                                                       | 9,925   | Non assegnato                                                                                     | Non assegnato | Tetjana Lisenko                                                                            | 9,912         |
| Parallele asimmetriche (dettagli) | Lu Li | 10,000  | Tat'jana Gucu                                                                                     | 9,975         | Shannon Miller                                                                             | 9,962         |
| Trave (dettagli)                  | Tetjana Lisenko | 9,975   | Lu Li Shannon Miller                                                                              | 9,912         | Non assegnato                                                                              | Non assegnato |
| Ginnastica ritmica                | |         |                                                                                                   |               |                                                                                            |               |
| Individuale (dettagli)            | Oleksandra Tymošenko | 59,037  | Carolina Pascual                                                                                  | 58,100        | Oksana Skaldina                                                                            | 57,912        |

## Medagliere
| Pos.   | Paese             | Oro | Argento | Bronzo | Totale |
| ------ | ----------------- | --- | ------- | ------ | ------ |
| 1      | Squadra Unificata | 10  | 5       | 5      | 20     |
| 2      | Cina              | 2   | 4       | 2      | 8      |
| 3      | Romania           | 2   | 1       | 2      | 5      |
| 4      | Stati Uniti       | 1   | 2       | 3      | 6      |
| 5      | Ungheria          | 1   | 1       | 0      | 2      |
| 6      | Corea del Nord    | 1   | 0       | 0      | 1      |
| 7      | Germania          | 0   | 1       | 2      | 3      |
| 7      | Giappone          | 0   | 1       | 2      | 3      |
| 9      | Spagna            | 0   | 1       | 0      | 1      |
| 10     | Corea del Sud     | 0   | 0       | 1      | 1      |
| Totale | Totale            | 17  | 16      | 17     | 50     |